# Bernades
Bernades és una masia del municipi de Casserres (Berguedà), inclosa en l'Inventari del Patrimoni Arquitectònic de Catalunya.

## Descripció
Masia de tres crugies de planta quadrangular, fonamentada directament damunt la roca natural, que consta de planta baixa i dos pisos amb coberta a dues aigües de teula àrab i el carener perpendicular a la façana, orientada al migdia. L'estructura interna, tant de l'original com de les ampliacions és amb bigues de fusta. La façana és força simètrica, amb les obertures petites i amb grans llindes de pedra ben escairades. Destaquen les galeries d'arcades al primer i segon pisos; són dos arcs de mig punt amb un pilar central que funcionen com a balcons. També hi ha algunes construccions annexes, fruit de moments posteriors, fetes amb maó i teula àrab.
L'edifici principal segueix l'estructura arquitectònica de moltes masies de la zona. En un moment indeterminat del segle xix s'amplià amb un cos de galeries a la façana principal que deixa tapada l'antiga façana i l'antiga porta d'accés. A l'interior, després del primer cos ampliat de galeries es traspassa l'antic llindar de la casa, amb el portal d'arc adovellat. A la planta baixa es conserven les estances destinades a la producció i al bestiar. En aquesta es conserva part d'una tina de vi i un forn de pa. Entrant a mà dreta hi trobem les escales d'accés a la planta primera, la qual conserva la distribució clàssica amb afegits i divisions posteriors. En aquesta planta es conserven llindes de pedra amb els anys gravats, fruit potser de la primera gran ampliació (1772, 1753). També es conserven altres llindes amb cares antropomorfes en relleu i elements vegetals geomètrics. Tenia dues fogaines, la del masover i la dels propietaris, de les quals no se'n conserva cap. La dels masovers era a la façana de ponent i la dels propietaris a la façana de llevant. Ambdues eren cobertes. També hi havia dues pedres per fer oli de ginebre, la més propera al mas molt ben conservada i la segona, més allunyada, es va malmetre amb els incendis de l'any 1994.
Al voltant de la casa hi ha quatre edificacions annexes de construcció més recent, de diferents èpoques: coberts utilitzats com a magatzem, paller, garatge i granja de les vaques.

## Història
El primer document que fa referència a la casa Bernadas és del segle xiv, on parla d'un tal Bernadas de Sant Pau. A causa de la pesta el mas queda abandonat i en estat ruïnós. Un pergamí conservat a la casa i signat el 22 d'octubre de 1530, explica com en Joan de Bernades reclama als monjos de Santa Maria de Serrateix el restabliment de les propietats de la seva família, una reducció del cens i determinats beneficis per tal de poder reconstruir la casa, enderrocada, i refer el mas, ja que feia vint anys que el monestir no en treia cap benefici. Des d'aquesta data, la família ha conservat el mateix nom. La casa conserva força documentació familiar i l'arxiu ben catalogat. El primer document, del 1530, es refereix a l'establiment de la casa feta per l'abat de Serrateix a Joan Bernedes; des d'aquesta data, la família ha conservat el mateix nom. La masia ha conservat l'estructura original del segle xvi, encoberta per l'ampliació de finals del xviii o principis del XIX.